# John Davenport (Puritaner)
John Davenport (* 9. April 1597 in Coventry, Warwickshire, England; † 30. Mai 1670 in Boston, damals Neu-England) war ein englischer anglikanischer Geistlicher puritanischer und kongregationalistischer Ausrichtung und Auswanderer nach Neuengland und einer der Gründer von New Haven in Connecticut.

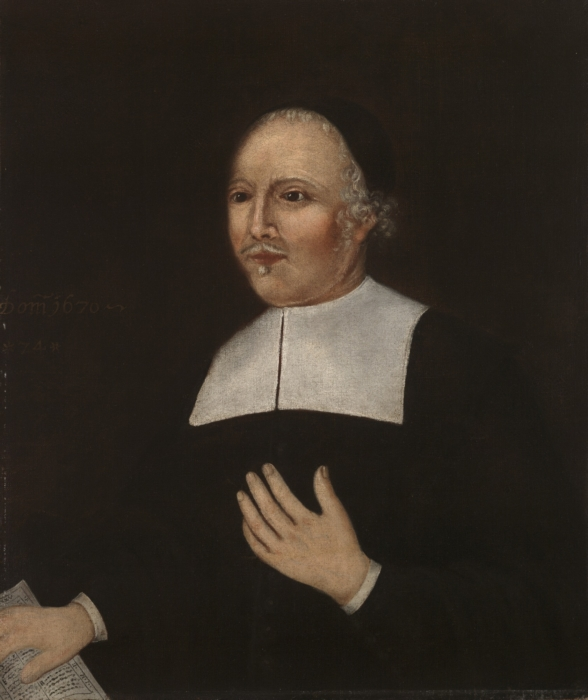
John Davenport. Zeitgenössisches Bildnis

## In England und Holland
Davenport wuchs in Coventry auf, seine gottesfürchtigen Eltern gehörten zur Kirche Holy Trinity, und er besuchte das städtische Gymnasium. Er studierte zwei Jahre am Merton College und dann am Magdalen College der Oxford University Theologie. Dort wurde er calvinistisch geprägt und erweckt, aber er verließ die Universität ohne Abschluss und diente als Kaplan von Hilton Castle.
Ab 1619 oder nach anderen Quellen ab 1624 wurde er Vikar von St Stephen Coleman Street in London, wo seine Predigten von armen und reichen Leuten zugleich geschätzt wurden. Dank einem gesicherten Einkommen als anglikanischer Pfarrer konnte er seine Abschlüsse in Oxford nachholen, und er erhielt 1625 Bachelor und Master. Er war mit den puritanischen Führern John Preston und Richard Sibbes befreundet und unterstützte maßgeblich die Organisation Feoffres for Impropriations, die Gelder für Reformen sammelte, um Kirchen zu erwerben und puritanische Prediger einzusetzen. 1627 half er bei der Unterstützung protestantischer Flüchtlinge mit, die der Dreißigjährige Krieg vor allem aus Deutschland vertrieben hatte. Schon früh war er auch an der Massachusetts Bay Company beteiligt, die Rechte in Nordamerika erwerben konnte. Er war etwas duldsamer als seine puritanischen Freunde Thomas Hooker und John Cotton und versuchte sie 1629 zu bewegen, sich der anglikanischen Kirche und dessen Erzbischof William Laud weiter zu unterstellen und in England zu bleiben. Bei einer geheimen Konferenz, die im Haus von Henry Whitfield in Ockley in Surrey stattfand, konnte John Cotton jedoch Thomas Goodwin, Philip Nye, Samuel Stone, Thomas Hooker, William Twisse und Davenport überzeugen, dass der anglikanische Ritus nicht mehr gottgemäß sei. Zusätzlich kam zu Meinungsverschiedenheiten betreffend Aufnahme von Armen in seiner Kirchengemeinde.
Wie etwas früher seine Freunde, kehrte Davenport dann im November 1633 heimlich der etablierten anglikanischen Kirche den Rücken und wanderte ins tolerantere Holland aus, wo er anstelle des erkrankten John Paget Pastor der englischen Kirche in Amsterdam wurde. Als Paget bald wieder genesen zurückkehrte, kam es zum Streit über die Tauffrage, und er geriet mit holländischen Calvinisten in Konflikt, die sich auf Pagets Seite stellten, so dass er die Kirche in Amsterdam 1636 verlassen musste.

## In Amerika
Mit einem Freibrief für eine Kolonie in Massachusetts segelte Davenport 1637 nach Boston, wo er Ende Juni ankam. Er blieb nicht lange in der jungen Kolonie und gründete im April 1638 mit seinem Klassenkameraden Theophilus Eaton, einem wohlhabenden Londoner Kaufmann, Robert Newman, Matthew Gilbert, Thomas Fugill, John Punderson, Jeremiah Dixon und anderen die Kolonie von New Haven. Sie lag am Long Island Sound, an einem Ort, der vom 1637 besiegten Indianerstamm der Pequot Quinnipiac genannt wurde. Davenport wurde Pastor der Kirche in New Haven, und die Wahlmänner (englisch freemen) wählten Eaton zum Gouverneur der neuen Kolonie, in der Kirche und Staat noch sehr eng miteinander verbunden und verflochten waren.
1642 waren die Pastoren John Cotton, Thomas Hooker und John Davenport eingeladen, an der Westminstersynode in London teilzunehmen. Jedoch lehnten sie alle ab, weil die politische Lage in England zu unsicher und die Pastoren den Eindruck hatten, dass sie in den Kirchen Neuenglands mehr gebraucht würden. Aber Davenport versuchte mit seinen Schriften von 1638, 1642 und 1643, auch in England im Sinn der Kongregationalisten und gegen die Presbyterianer Einfluss zu nehmen. 1644 half er mit, in New Haven den Treueeid auf den König abzuschaffen, aber 1648 erkannte das englische Parlament die Kolonie dennoch an.
1661 erlaubte Davenport John Dixwell, William Goffe und Edward Whalley, drei von 84 am Todesurteil des Königs Charles I. beteiligten Puritanern, sich unter falschen Namen in der Kolonie niederzulassen. Als sein Einfluss als Abgeordneter nach der Vereinigung mit den anderen Kolonien 1665 deutlich abgenommen hatte, viele seiner gleichgesinnten Freunde gestorben waren und auch seine Gesundheit bereits etwas gelitten hatte, verließ er New Haven. Er nahm 1667 einen Ruf als Pastor an der puritanischen Hauptkirche von Boston an, die er wahrscheinlich 1668 antrat. Aufgrund von Meinungsverschiedenheiten in der Tauf- und Bundesfrage trennten sich etliche liberalere Kirchenmitglieder und gründeten eine dritte Kirche in Boston. Nur zwei Jahre später starb er.

## Politik und Religion
In der Kolonie von New Haven sollten gemäß dem Wunsch Davenports und seiner Gefolgsleute die biblischen Vorbilder wie das Volk Israel, der Tempel Salomons und das Neue Jerusalem, wie es in der Offenbarung des Johannes beschrieben wurde, und die von Moses verkündeten Gebote die Grundlage des Gemeinwesens werden. Das führte zur Installation der blauen Gesetze, die eine peinliche Einhaltung des Sabbats verlangten, die Geschworenengerichte beseitigten und die Todesstrafe über Ehebrecher verhängten. Diese Bestimmungen wurden ziemlich bald gemildert, als die Kolonie sich 1662 mit den anderen Kolonien in Connecticut vereinigte.

## Andenken und Ehrungen
Viele Gemeinden in Connecticut haben eine Straße, die nach Davenport benannt ist. In Stamford ist es der Davenport Drive und in New Haven die Davenport Avenue. In Yale ist ein College nach ihm benannt.

## Schriften
- An Apology of the Churches in New England for Church Covenant and The Answer of the Elders of the Several Churches in New England, 1638 (deutsch: Eine Entschuldigung der Kirchen Neuenglands für den Kirchenbund und die Antwort der Ältesten der verschiedenen Kirchen Neuenglands).
- The Profession of Faith of that Reverend and Worthy Divine, 1642.
- The Answer of the Elders of the Several Churches in New England in Answer unto nine Propositions sent over to them both, 1643 (deutsch: Die Antwort der Ältesten der verschiedenen Kirchen Neuenglands als Antwort auf neun an sie gerichtete Vorschläge).
- The Saints Anchor-Hold in All Storms and Tempests, 1661 (deutsch: Der Anker der Heiligen in allen Stürmen).